# Countryball

Nhân vật đại diện cho Ba Lan mang hình quả bóng có màu quốc kỳ Ba Lan (nhưng lộn ngược)

Countryballs (bóng Quốc gia) tên gốc là Polandball (bóng Ba Lan), là một meme Internet do người dùng tạo ra có khởi nguồn từ diễn đàn hình ảnh Krautchan.net vào cuối năm 2009. Những meme như thế này được đăng với số lượng lớn trên các trang truyện tranh trực tuyến. Mỗi quốc gia trên thế giới được thể hiện bằng một nhân vật có dạng hình tròn với quốc kỳ của quốc gia đó và các nhân vật thường giao tiếp với nhau bằng một dạng tiếng Anh không chuẩn. Các nhân vật này thường đùa cợt về quan niệm phổ biến về một quốc gia, quan hệ quốc tế và các xung đột lịch sử.

## Nội dung
Countryball là những mẩu chuyện mà trong đó mỗi quốc gia được vẽ thành 1 nhân vật hình tròn. Những mẩu chuyện Countryball thường nói về lịch sử, địa lý, quan hệ ngoại giao, phong tục tập quán và quảng bá văn hoá với cộng đồng. Các nước thường nói tiếng Anh không chuẩn, xen một chút tiếng mẹ đẻ, ngôn ngữ chính thức, trừ ball của Mỹ, Anh quốc, Australia, Canada...sử dụng tiếng Anh làm ngôn ngữ chính thức thì được dùng tiếng Anh chuẩn.

## Chủ đề

### Ba Lan
Polandball của Ba Lan đại diện cho quốc gia này khi nói về lịch sử, quan hệ với các nước khác hay những ấn tượng có phần định kiến, tập trung về tính hoang tưởng tự đại và mặc cảm dân tộc của người Ba Lan.
Một số mẩu truyện nói về việc nước Nga bay được vào vũ trụ còn Ba Lan thì không. Một trong những mẩu truyện Polandball nổi tiếng nhất về đề tài này bắt đầu với giả thuyết Trái Đất bị đâm bởi một thiên thạch khổng lồ, các nước đã có công nghệ vũ trụ rời khỏi Trái Đất trong khi Ba Lan vẫn khóc lóc vì mắc kẹt lại Trái Đất và xuất hiện một câu nói quen thuộc bằng tiếng Anh không chuẩn là "Poland cannot into space".

### Các quốc gia khác

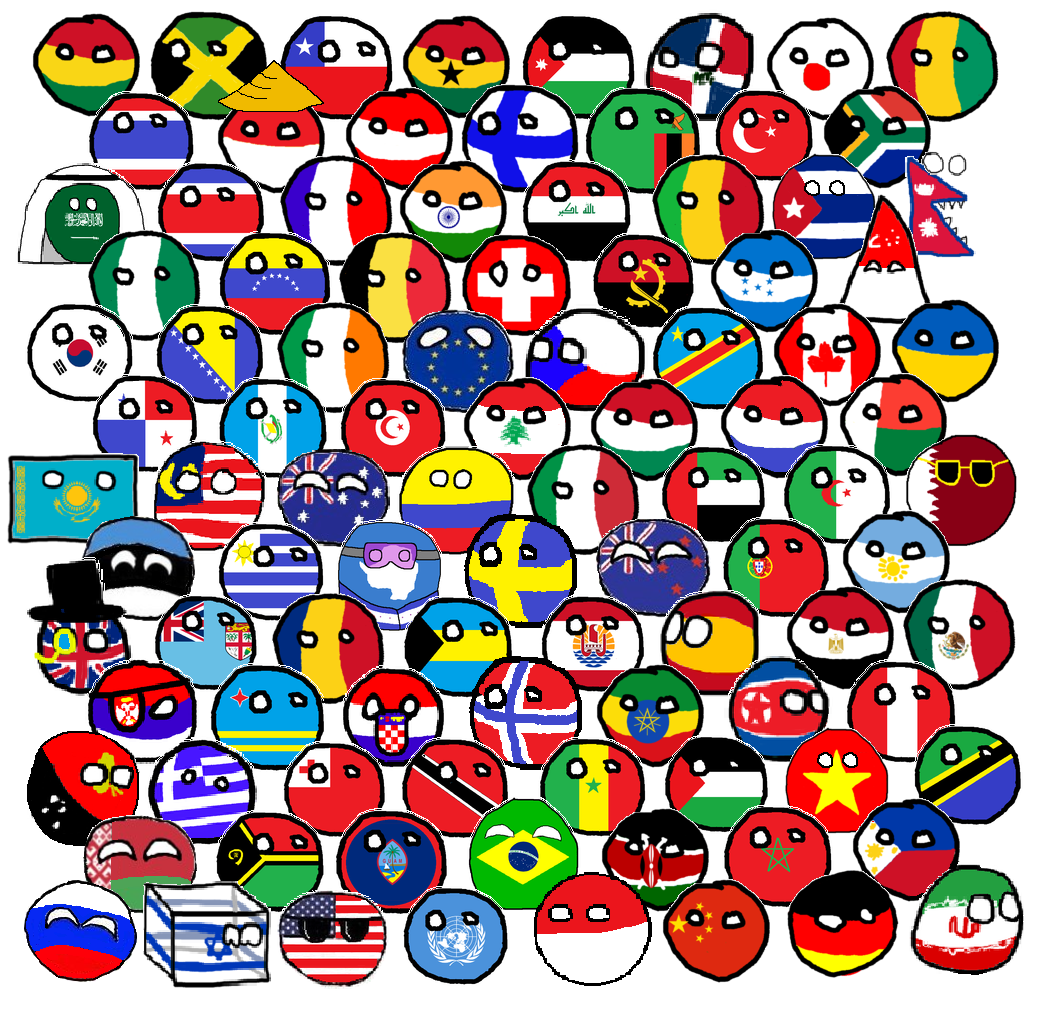
Một vài polandball nổi tiếng

Ngoài Ba Lan, Countryball cũng nói về các nước khác, và các nhân vật đại diện vẫn được gọi là các Countryball, hoặc các countryball. Thông thường các nhân vật có hình quả bóng, trừ trường hợp của Singapore là một tam giác có tên là Tringapore; Nepal (tên là Nepalrawr) có hình giống quốc kì của họ (hai tam giác chồng lên nhau) và có răng; Đế quốc Đức (1871–1918) hay Đệ nhị Đế chế Đức là một hình chữ nhật cao với đôi mắt nhỏ có tên là Reichtangle (cũng có thể nói đến Đức Quốc xã-do Quốc kỳ Đức Quốc xã trùng với cờ Đế quốc Đức, được sử dụng từ 1933-1935); Israel có hình dạng một khối siêu lập phương có tên gọi Israelcube (bắt nguồn từ vật lý Do thái); và Kazakhstan có hình viên gạch (brick) mang tên Kazakhbrick, "có vẻ" là do Kazakhstan muốn gia nhập khối BRICS. Ngoài ra, nhân vật của Mỹ đeo cặp kính râm còn Vương quốc Liên Hiệp Anh đeo kính một mắt cùng một chiếc mũ chóp cao, nhân vật của Trung Quốc thường có mắt bé, nhân vật của Việt Nam thường đội chiếc nón lá, mũ cối và súng trường AK-47 nếu ý muốn nói về người lính, nhân vật của Nga khi đứng cùng với nhân vật của quốc gia khác thường có ngoại hình to lớn hơn (nói về Nga diện tích lớn nhất thế giới), đội ushanka và không bao giờ thiếu chai rượu vodka cũng như nhắc đến nó, nhân vật của Indonesia giống y hệt Polandball nên để phân biệt thì nhân vật này luôn đội một chiếc mũ đặc trưng của tín đồ Hồi giáo,....

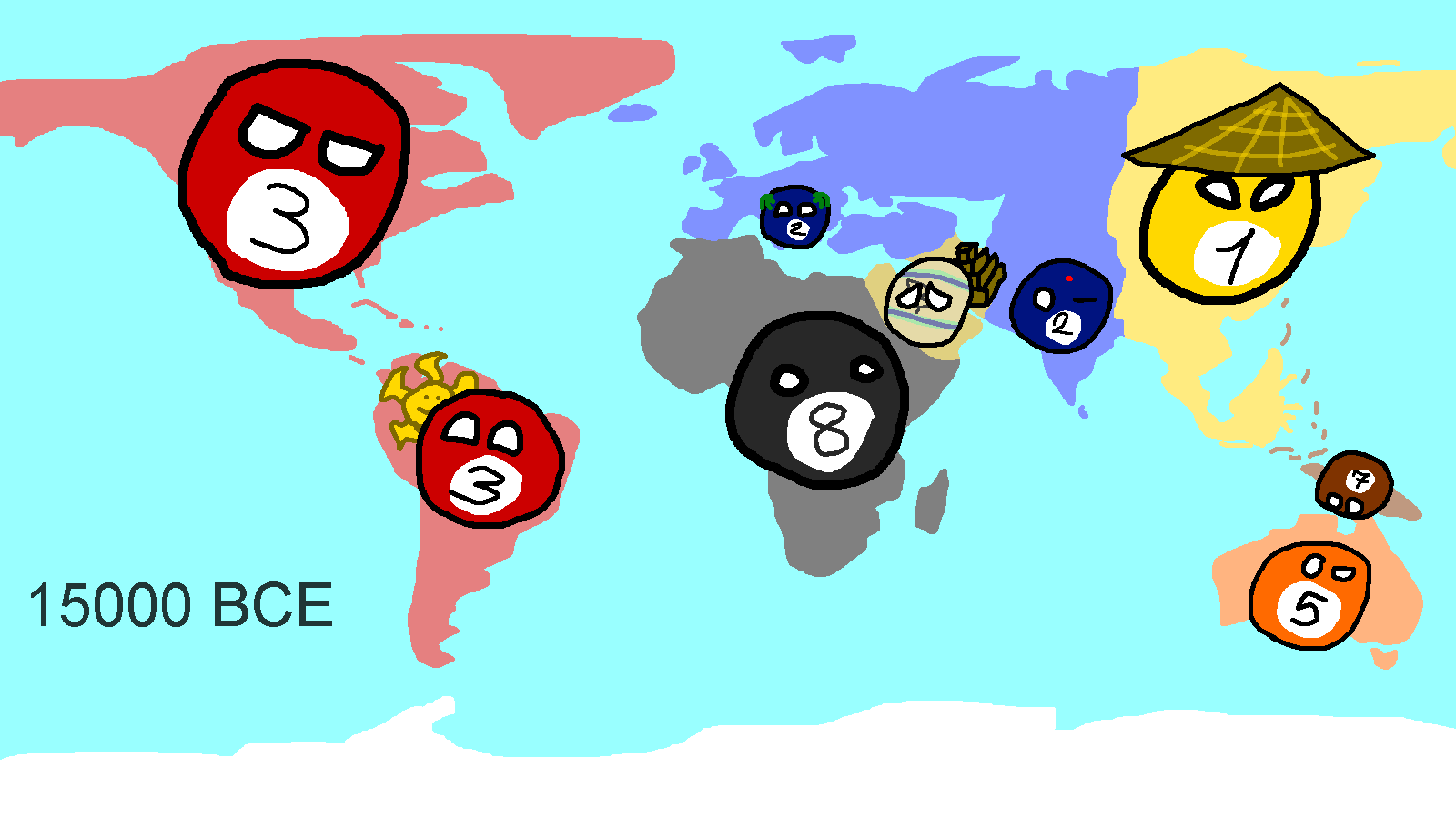
Một ví dụ về caveballs

Bóng bi-a từ 1 tới 8 đại diện cho các sắc tộc nói chung hoặc dân tộc không có cờ riêng. Ví dụ, quả số 1 màu vàng là người Đông Á, quả 7 màu nâu đỏ là Thổ dân châu Mỹ còn quả số 8 màu đen là người châu Phi hoặc người da màu. Người ngoài Trái đất là quả số 6 (xanh lục).Ngoài ra,dạng tranh Poland ball có thể  được vẽ cho các vật hoặc các hành động khác.Planet ball là một ví dụ tiêu biểu. 

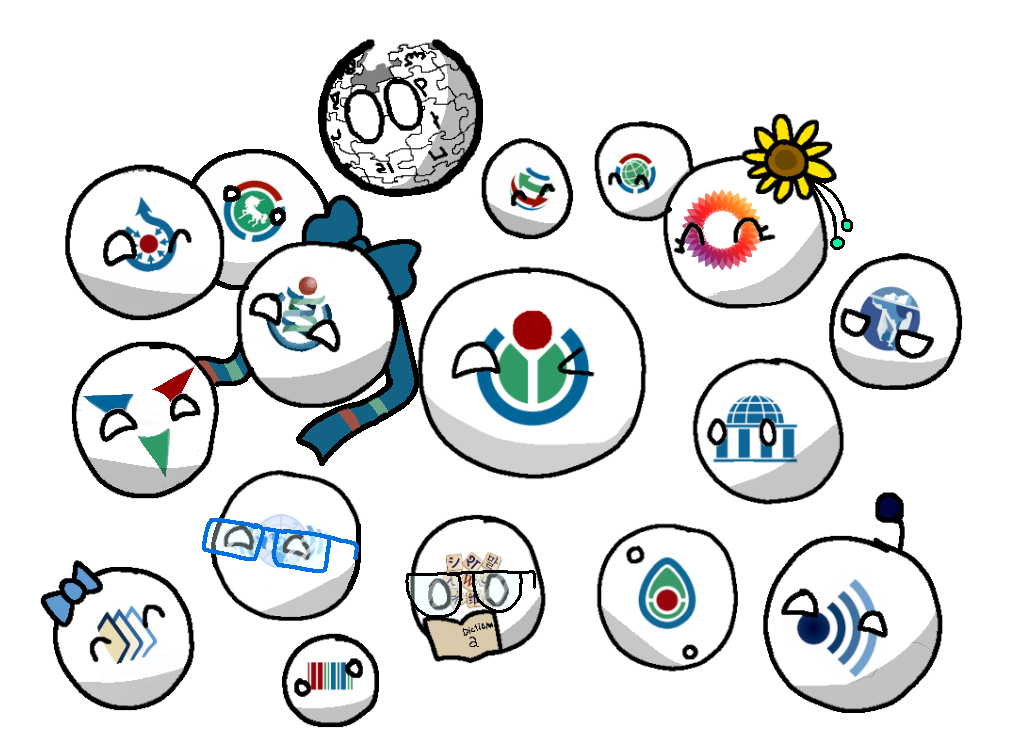
Hình ảnh Wikimedia Foundation và các dự án của Wikimedia được vẽ dưới dạng Polandball

Sự đơn giản dễ hiểu và hài hước của Countryball giúp nó dễ bắt nhịp với các sự kiện quốc tế. Nổi bật trong số đó là cuộc tranh chấp giữa Nhật và Trung Quốc trên quần đảo Senkaku/Điếu Ngư, Mật nghị Hồng y 2013, nơi Jorge Mario Bergoglio trở thành tân Giáo hoàng, cuộc khủng hoảng Ukraina 2014 hay cuộc khủng hoảng Krym 2014

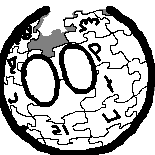
Hình ảnh Polandball nhưng trong Wikipedia của ai đó vẽ.